# Eutrichota aertaica
Eutrichota aertaica är en tvåvingeart som beskrevs av Qian och Fan 1981. Eutrichota aertaica ingår i släktet Eutrichota och familjen blomsterflugor. Inga underarter finns listade i Catalogue of Life.